# 2018-as magyar teniszbajnokság
A 2018-as magyar teniszbajnokság a száztizenkilencedik magyar bajnokság volt. A bajnokságot szeptember 17. és 23. között rendezték meg Budapesten, a Grand Slam Parkban.

## Eredmények
| Versenyszám  | Arany                                           | Arany | Ezüst                                          | Ezüst | Bronz                                                                                        | Bronz |
| ------------ | ----------------------------------------------- | ----- | ---------------------------------------------- | ----- | -------------------------------------------------------------------------------------------- | ----- |
| Férfi egyéni | Valkusz Máté Golden Ace STC                     |       | Nagy Péter MTK                                 |       | Makk Péter Győri ACFüle Mátyás Lajos MTK                                                     |       |
| Női egyéni   | Jani Réka MTK                                   |       | Nagy Adrienn MTK                               |       | Kovács Zita Győri ACFárbás Réka MTK                                                          |       |
| Férfi páros  | Borsos Gábor, Nagy Péter Siófoki Spartacus, MTK |       | Füle Mátyás Lajos, Sallay Péter MTK, Bregyó TE |       | Kéki Márk, Vörös Máté Panakor TC, MTKCseresznyés Máté, Dulganov Richárd MTK, Bregyó TE       |       |
| Női páros    | Gécsek Fanni, Nagy Adrienn MTK                  |       | Fárbás Réka, Földeák Kata MTK                  |       | Jánosi Luca, Punyi Anna Győri AC, Dunakeszi TKBartha Panna, Mihálka Zsófia Pécs VTC, Alfa TI |       |